# خوان مارتین لوسرو
خوان مارتین لوسرو (اسپانیایی: Juan Martín Lucero‎؛ زادهٔ ۱۰ اکتبر ۱۹۹۱) بازیکن فوتبال اهل آرژانتین است.

## باشگاهی
از باشگاه‌هایی که در آن بازی کرده‌است می‌توان به باشگاه اتلتیکو ایندپندینته و باشگاه فوتبال جوهر دارالتعظیم اشاره کرد.